# Sydafrikansk engelska
Sydafrikansk engelska är en dialekt av engelska som talas i Sydafrika och i grannländer med stora antal angloafrikanska invånare, som till exempel Botswana, Namibia och Zimbabwe. Sydafrikansk engelska har inget gemensamt uttal, vilket förklaras av att engelska talas som modersmål av drygt 40 % av landets vita invånare (resten har oftast afrikaans som modersmål) och bara av ett fåtal svarta invånare i området.

## Språkets status och utbredning i Sydafrika
Sydafrikansk engelska är ett språk med många paradoxer. Det finns 3 miljoner med detta språk som förstaspråk, ungefär lika många som antalet engelsktalande i Nya Zeeland, men de är i minoritet i Sydafrika, mycket färre än andra- och tredjespråkiga. Engelska uppfattas både som kommunikationsspråk och ett språk som främjar karriären. Medan politiker ofta stämplar engelska som ett kolonialistiskt språk, ser många svarta föräldrar det som ett viktigt instrument för sina barns framsteg. Och medan regeringen förespråkar flerspråkighet är sydafrikansk engelska i praktiken dominerande i det offentliga livet av praktiska och kostnadseffektiva skäl. Sålunda är engelskan i Sydafrika ett minoritetsspråk även inom den vita minoriteten. Trots detta dominerar engelska inom centrala samhällsfunkioner: förvaltning, industri, handel, television och undervisning. De flesta sydafrikaner har bantuspråk som förstaspråk, men de kan ändå litet engelska. För människor med indisk etnicitet, cirka en miljon, är engelska förstaspråk hos majoriteten. Bland afrikanderna har kunskaperna i engelska ökat, och en tredjedel av dem kan nu tala engelska.